# Mercedes D.IVa
Не следует путать с авиадвигателем Maybach Mb.IVa того же периода, мощности, и с такой же аббревиатурой названия.
Mercedes D.IVa — немецкий поршневой 6-цилиндровый рядный авиадвигатель жидкостного охлаждения, разработанный в 1917 году компанией Daimler Motoren Gesellschaft (DMG).

## История
D.IVa пришёл на смену оказавшемуся недостаточно надёжным 8-цилиндровому Mercedes D.IV. Он преимущественно устанавливался на бомбардировщиках и больших разведывательных самолётах. В отличие от большинства тогдашних немецких моторов (и предыдущих моделей DMG, начиная с D.I и заканчивая D.IIIa), конструкция D.IVa с четырьмя клапанами на цилиндр, приводимых в действие верхним распредвалом, была в достаточной мере продвинутой.
Предполагалось, что двигатель будет монтироваться в фюзеляже, поэтому некоторые его элементы проектировались с учётом  максимально уменьшить его ширину. Например, карбюратор находился позади двигателя, а топливо к цилиндрам подавалось через длинный трубчатый впускной коллектор, что могло вызывать проблемы с его неравномерной ,подачей.
Существовали две основные модификации двигателя, различавшиеся зеркальным расположением механизмов и вращавших пропеллер в противоположных направлениях.

## Применение
- AEG G.IV
- AEG G.V
- AEG R.I
- AGO C.VIII
- Albatros C.X
- Albatros C.XII
- Albatros C.XV
- Friedrichshafen G.III
- Friedrichshafen G.IV
- Friedrichshafen N.I
- Gotha G.III
- Gotha G.IV
- Gotha G.V
- Gotha G.VI
- Gotha G.VII
- Linke-Hofmann R.I
- Linke-Hofmann R.II
- Rumpler C.IV
- Zeppelin Staaken R.VI

## Двигатель в экспозициях музеев
- Mercedes D.IVa, восстановленный обществом Museum's Friends ASSN, находится в аргентинском Национальном музее аэронавтики, расположенном в пригороде Буэнос-Айреса Морон.